# Escola soviètica d'escacs

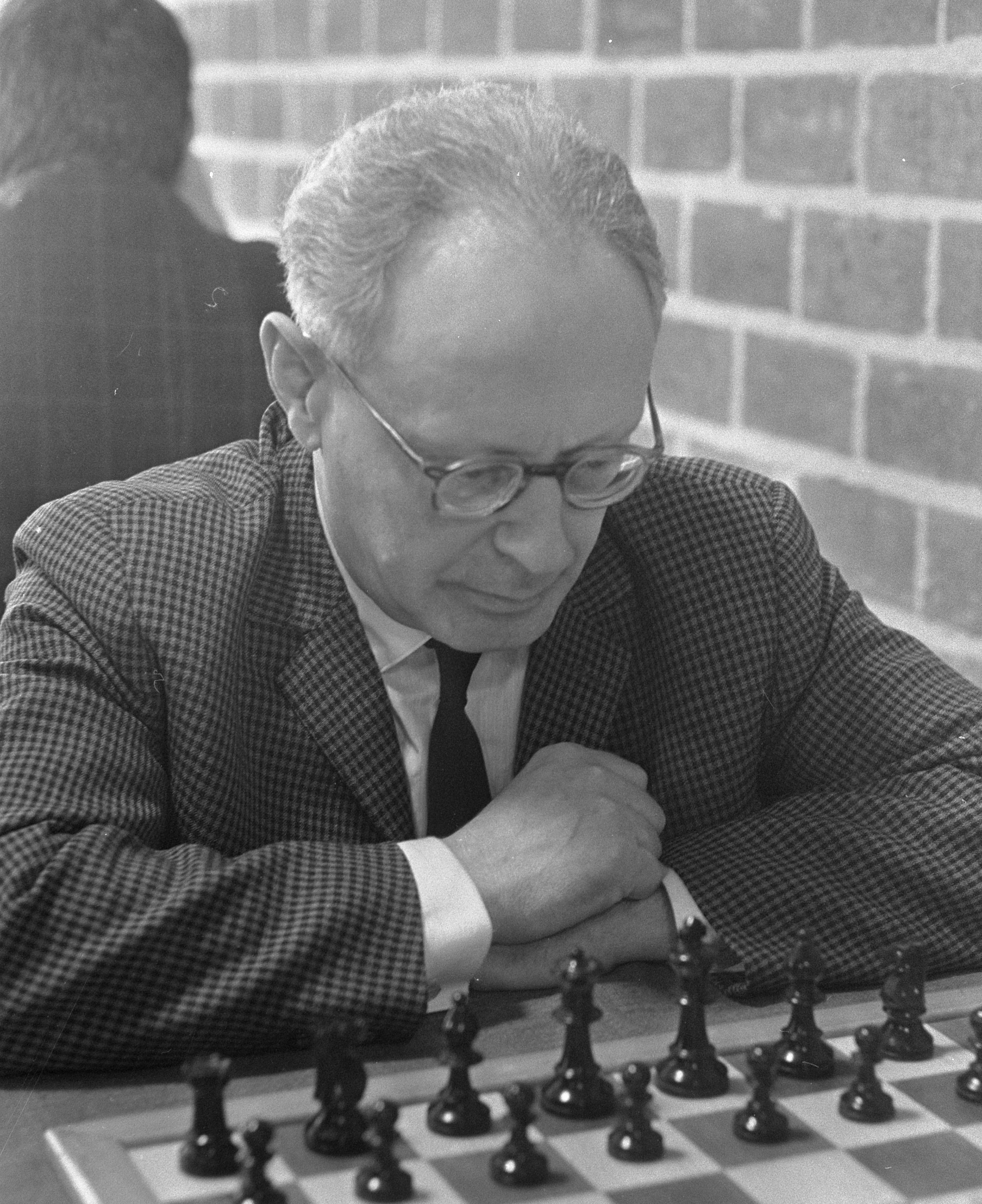
Mikhaïl Botvínnik, cap al 1969

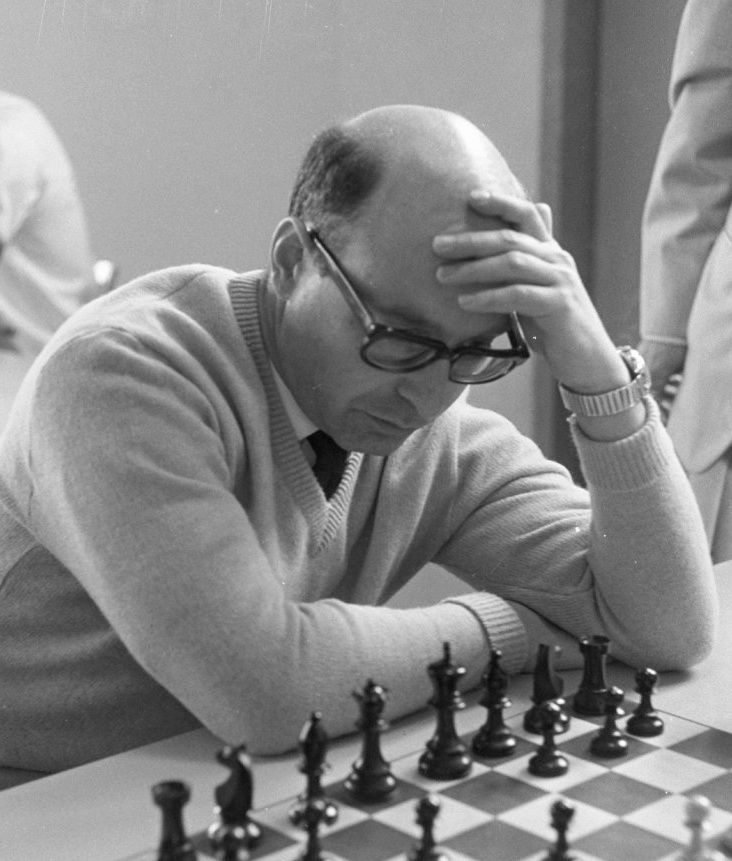
David Bronstein, c. 1968

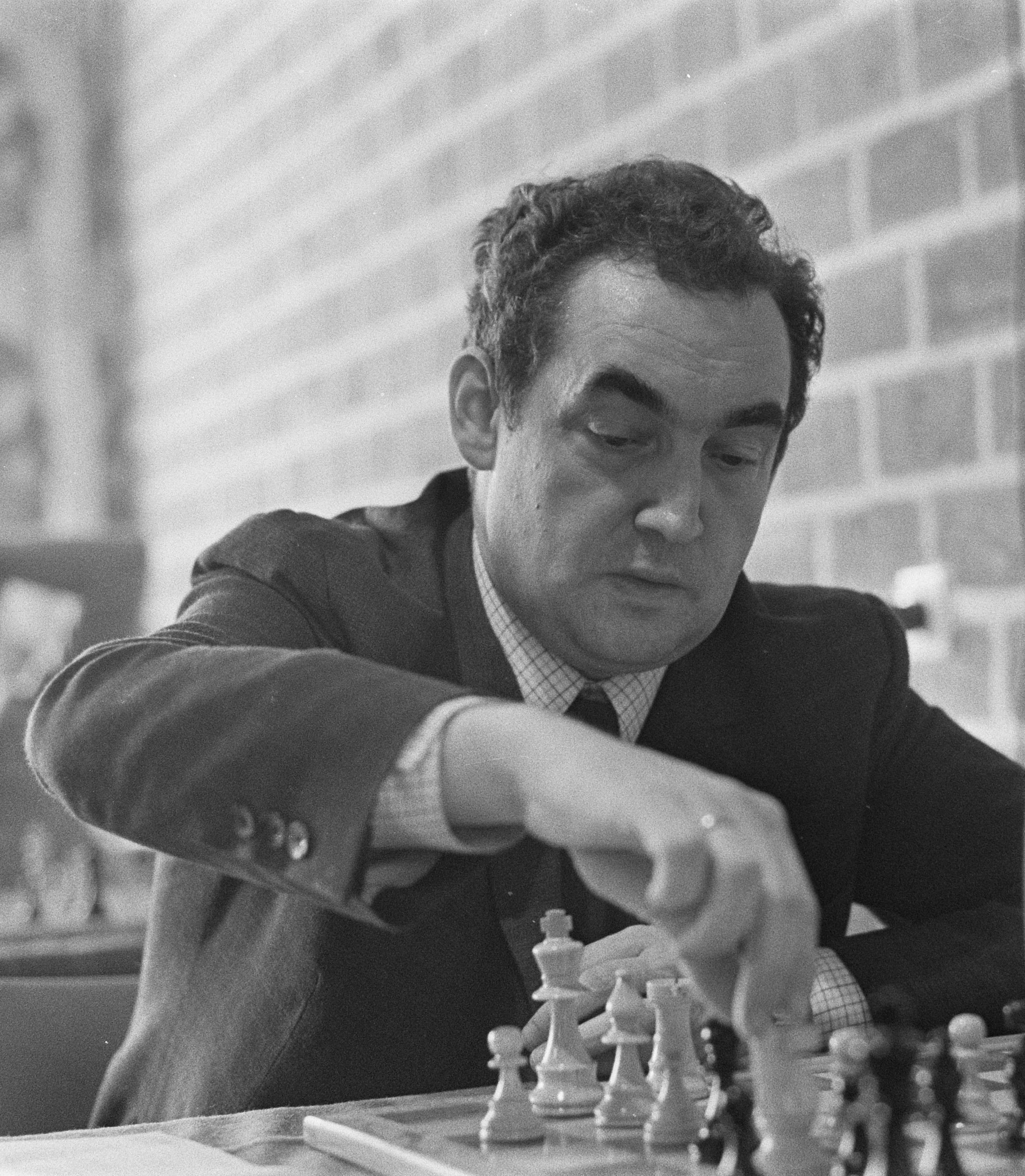
Mark Taimànov, c. 1970

L'escola soviètica d'escacs, més que una escola d'escacs, fou un estil de joc "nacional" pretès per escaquistes i periodistes d'escacs soviètics. Tot i que els escacs havien estat un joc de la burgesia i les classes altes abans de la Revolució Russa, la seva popularitat entre els líders bolxevics, inclòs Vladimir Lenin, va contribuir al seu suport pels líders estatals a l'URSS com a passatemps nacional. Un gran esportista, Lenin passava gran part del seu temps lliure a l'aire lliure o jugant als escacs.
Les referències arreu del món a una escola d'escacs soviètica ara sòlida només es van produir després de la Segona Guerra Mundial, quan una generació de jugadors d'escacs soviètics, dirigida pel futur campió del món Mikhaïl Botvínnik, van començar a obtenir una sèrie de victòries sobre competidors internacionals que va sorprendre el món.
En termes generals, els experts en escacs de l'URSS van descriure l'escola soviètica d'escacs com a un estil de joc ràpid i atrevit, exemplificat per la jove generació de jugadors de postguerra com ara David Bronstein. No tots els jugadors soviètics van utilitzar aquest estil de joc; l'excepció més notable va ser Botvínnik, a qui el Gran Mestre Mark Taimànov va comparar amb el metòdic Wilhelm Steinitz. La principal contribució de l'escola soviètica d'escacs no va ser l'estil dels jugadors sinó el seu èmfasi en l'entrenament rigorós i l'estudi del joc, és a dir, considerar els escacs un esport més que un art o una ciència.

## Exemple de partida
El que segueix és una partida d'escacs jugada l'any 1938 entre Mikhaïl Botvínnik (blanques) i José Raúl Capablanca (negres). L'obertura és una defensa Nimzoíndia, (codi ECO E40). A diferència de la majoria de le defenses índies, la Nimzoíndia no implica un fianchetto immediat, tot i que les negres sovint segueixen amb ...b6 i ...Ab7. En fixar el cavall de les blanques, les negres impedeixen l'amenaça 4.e4 i pretenen infligir peons doblats a les blanques. Les blanques intentaran crear un centre de peons i desenvolupar les seves peces per preparar-se per a un assalt a la posició de les negres. Aquesta partida sovint es posa com a exemple per a la base de l'estratègia en el mig joc.
1.d4 Nf6 2.c4 e6 3. Nc3 Bb4 4.e3 d5 5.a3 Bxc3+ 6.bxc3 c5 7.cxd5 exd5 8. Bd3 OO 9. Ne2 b6 10. OO Ba6 11. Bxa6 Nxa6 12. Bb2 Qd7 13.a4 Rfe8 14. Dd3 c4 15. Qc2 Nb8 16. Rae1 Cc6 17. Ng3 Na5 18.f3 Nb3 19.e4 Qxa4 20.e5 Nd7 21. Qf2 g6 22.f4 f5 23.exf6 Nxf6 24.f5 Rxe1 25. Rxe1 Re8 26. Re6 Rxe6 27.fxe6 Kg7 28. Df4 De8 29. Qe5 Qe7 30. Ba3 Qxa3 31. Nh5+ gxh5 32. Dg5+ Rf8 33. Dxf6+ Kg8 34.e7 Dc1+ 35. Kf2 Qc2+ 36. Kg3 Dd3+ 37. Kh4 Qe4+ 38. Kxh5 Qe2+ 39. Kh4 Qe4+ 40.g4 Qe1+ 41. Kh5 1-0
El que hauria seguit és un atac de mat brillant de Botvínnik: 41. Kh5 h6 42. Qg6+ Kh8 43.e8=R+ Qxe8 44. Qxe8+ Kg7 45. Qe7+ Kh8 46. Kxh6 b5 47. Dg7#
La renúncia de Capablanca, en opinió de Garri Kaspàrov, aquest joc "simbolitzava el final d'una era heroica de titans d'escacs, dominant el camp amb el seu geni natural. Des d'aquest moment històric, el toc professional ha jugat un paper cada cop més important com a part integral dels escacs, el camí cap a l'èxit final".
Dos motors d'escacs moderns, és a dir, Chiron 4 (Elo 3191) jugant a White i asmFish 051117 (Elo 3409) juguen a un joc amb un esquema d'obertura similar, la defensa Nimzo-India, un hipermodern opening desenvolupat per Aron Nimzowitsch:
1.d4 Nf6 2.c4 e6 3. Nc3 Bb4 4.a3 Bxc3+ 5.bxc3 d5 6.e3 c5 7.cxd5 exd5 8. Bd3 OO 9. Ne2 b6 10. OO Ba6 11.dxc5 bxc5 12. Bxa6 Nxa6 13. Qc2 c4 14.a4 Qc7 15. Tb1 Cc5 16. Ba3 Rfb8 17. Bxc5 Qxc5 18. Tb2 Tb6 19. Rxb6 axb6 20. Rb1 Qc6 21. Rb5 Ne4 22.h3 Nc5 23. Df5 Rxa4 24. Qe5 Ra8 25. Cd4 Df6 26. Qxd5 Ra1+ 27. Kh2 g6 28.f4 Re1 29. Qf3 Kf8 30. Rb4 Qe7 31. Rxb6 Qxe3 32. Qxe3 Rxe3 33. Rc6 Ne4 34. Tc8+ Kg7 35. Rxc4 Nxc3 36. Cc2 Rd3 37. Nb4 Re3 38. Cc2 Rd3 39. Nb4 Re3 40. Nc2 1/2-1/2